# Bezirk Kyrenia
 Der Bezirk Kyrenia ist ein Bezirk der Republik Zypern. Hauptort ist die Stadt Kyrenia. Er ist der kleinste Bezirk der Republik Zypern.
Seit der türkischen Militäroffensive 1974 existiert der Bezirk Kyrenia de facto nicht mehr; ihm entspricht der Distrikt Girne der Türkischen Republik Nordzypern. Es ist der einzige Bezirk der Republik Zypern, über welchen diese keine Kontrolle mehr ausübt, auch nicht auf einem Teilgebiet. Formell existiert dieser weiter und fungiert als Vertretung der vertriebenen Bewohner.
Die byzantinische Kirche Antiphonitis ist seither in Mitleidenschaft gezogen.

## Gemeinden

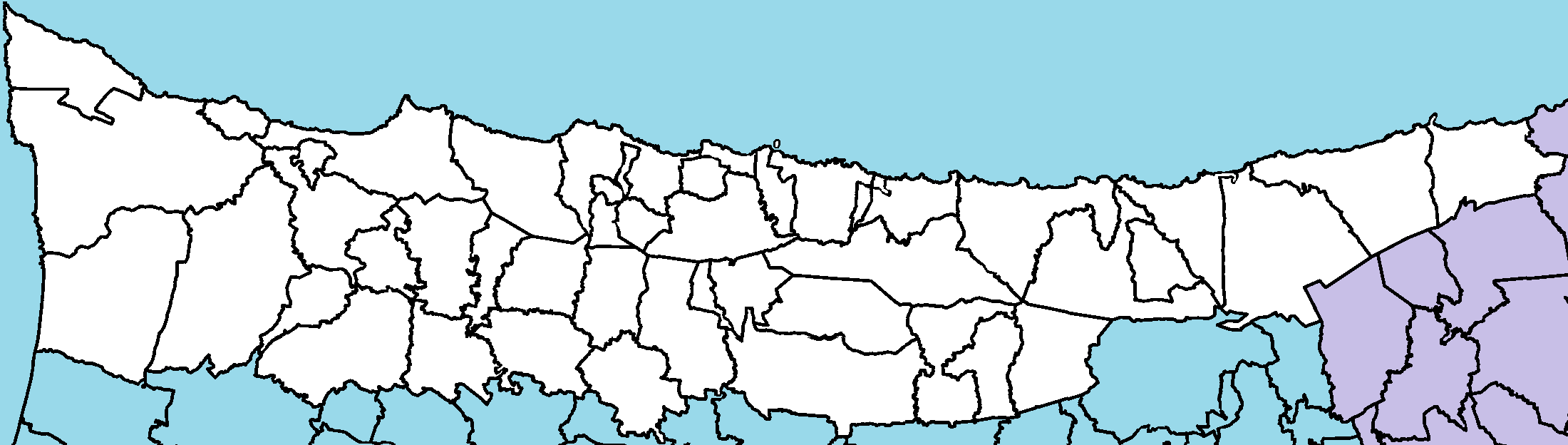
Der Bezirk Kyrenia unterteilt in Gemeinden

Laut Statistischem Dienst Zyperns (2015) besteht der Bezirk Kyrenia aus 3 Städten und 44 Gemeinden. Städte sind fett dargestellt. Alle Gemeinden befinden sich in besetztem Gebiet.
- Agia Irini
- Agios Amvrosios
- Agios Epiktitos
- Agios Ermolaos
- Agios Georgios
- Agirta
- Agridaki
- Asomatos
- Bellapais
- Charchia
- Diorios
- Elia
- Fota
- Ftericha
- Kafazani
- Kalogrea
- Kampyli
- Karakoumi
- Karavas
- Karmi
- Karpasia
- Kato Dikomo
- Kepini
- Komurcu
- Kontemenos
- Kormakitis
- Koutoventis
- Krini
- Kyrenia
- Lapta
- Larnakas
- Livera
- Motides
- Myrtou
- Orga
- Paleosofos
- Panagra
- Pano Dikomo
- Pileri
- Sikhari
- Sysklipos
- Templos
- Thermia
- Trapeza
- Trimithi
- Vasilia
- Vouno